# عمر غونزاليس
عمر غونزاليس (بالإنجليزية: Omar Gonzalez)‏ (مواليد 11 أكتوبر 1988) هو لاعب كرة قدم. يلعب مع منتخب الولايات المتحدة الأمريكية لكرة القدم. سبق له أن لعب في كأس العالم لكرة القدم مع منتخب بلاده.

## روابط خارجية
- عمر غونزاليس على موقع الاتحاد الدولي (مؤرشف)  (الإنجليزية)
- عمر غونزاليس على موقع الدوري الأمريكي (الإنجليزية)
- عمر غونزاليس على موقع قاعدة بيانات كرة القدم.إي يو (الإنجليزية)
- عمر غونزاليس على موقع ناشيونال فوتبول تيمز (الإنجليزية)
- عمر غونزاليس على موقع Soccerway.com (الإنجليزية)
- عمر غونزاليس على موقع عالم كرة القدم.نت (الإنجليزية)
- عمر غونزاليس على موقع AS.com (الإسبانية)